# お笑い芸人親子で漫才王座決定戦スペシャル
『お笑い芸人親子で漫才王座決定戦スペシャル』（おわらいげいにんおやこでまんざいおうざけっていせんスペシャル）は、フジテレビ系列で2006年から2010年までゴールデンタイム・プライムタイム（JST）に不定期放送されていたお笑い番組である。通称『親子漫才王座』『親子で漫才王座決定戦』。主に、『カスペ!』枠や『金曜プレステージ』枠で放送された。2020年2月29日には関東ローカルで『東野・千鳥のうちのパパはお笑い芸人 家族で漫才決定戦』（ひがしの・ちどりのうちのぱぱはおわらいげいにん かぞくでまんざいけっていせん）とタイトルを変えて、約10年振りに放送された。また、2021年3月5日には『東野・千鳥のうちのパパはお笑い芸人 家族で漫才GP』（ - ぐらんぷり）として、約11年振りにゴールデンタイム・プライムタイムの全国ネットで放送された。

## 概要
お笑い芸人たちが、日頃苦労をかけている自分の母親や父親への親孝行や、愛する我が子（第6回以降）、妻や孫など（第7回）の為にと、家族とコンビやトリオなどを組んで漫才を披露するという番組である。
漫才の前には、母親と父親の馴れ初めを再現ドラマにしたものや、家族が語る芸人の恥ずかしいエピソード、プライベートでの家族内での芸人の様子、ネタ作りやネタ合わせの模様などをVTRで流す。
第2回までは出場者を母親に限定していたが、第3回からは父親も出場するようになった。また、第6回からは親とではなく子どもと、第7回からは妻や孫、姉と出場することもある。第6回に至っては全ての組において子どもとのコンビ・トリオであった。
優勝賞品として、優勝者には芸人とコンビやトリオを組んだ家族が欲しいものが贈られる。これとは別に第7回では「東野幸治特別賞」があり、こちらの商品はサントリー緑茶伊右衛門、サントリー伊右衛門特茶、サントリー天然水15箱ずつ計1080本であった。
第5回までの司会ダウンタウンは、2011年4月よりフジテレビ系列のレギュラー番組として『爆笑 大日本アカン警察』→『教訓のススメ』→『してみるテレビ!教訓のススメ』→『ダウンタウンなう』に出演しており、彼らのレギュラー番組がスタートした時期を境に放送休止状態となっていた。
2020年2月29日に約10年振りに司会者、タイトルを変えて再開。『東野・千鳥のうちのパパはお笑い芸人 家族で漫才決定戦』が放送されたが、第5回までとは異なり昼の放送、関東ローカルとなっていた。また、司会者は東野幸治、ノブ（千鳥）に変更された。
2021年3月5日に約11年振りにゴールデンタイム・プライムタイムで『東野・千鳥のうちのパパはお笑い芸人 家族で漫才GP』として放送された。

## 放送日
※視聴率は関東地区、ビデオリサーチ調べ。赤数字は最高視聴率、青数字は最低視聴率。
| 回数  | 放送日                  | 放送時間（JST） | 優勝者                                          | 視聴率 | 備考                   |
| ----- | ----------------------- | --------------- | ----------------------------------------------- | ------ | ---------------------- |
| 第1回 | 2006年7月11日（火曜日） | 19:00 - 20:54   | ブラックマヨネーズ・吉田敬&母（親子マヨネーズ） | 16.9%  | 『カスペ!』枠          |
| 第2回 | 2007年7月10日（火曜日） | 19:00 - 20:54   | ロバート・山本博&母（オフクロバート）           | 13.5%  | 『カスペ!』枠          |
| 第3回 | 2008年9月2日（火曜日）  | 19:00 - 20:54   | ザブングル・加藤歩&母（親子ブングル）           | 12.6%  | 『カスペ!』枠          |
| 第4回 | 2009年6月16日（火曜日） | 19:00 - 20:54   | ナイツ・塙宣之&母（ママナイツ）                 | 13.6%  | 『カスペ!』枠          |
| 第5回 | 2010年6月11日（金曜日） | 21:00 - 22:52   | 響・長友光弘&父                                 | 09.9%  | 『金曜プレステージ』枠 |
| 第6回 | 2020年2月29日（土曜日） | 13:35 - 15:25   | やまもとまさみ&長男、次男                       |        | 関東ローカル           |
| 第7回 | 2021年3月5日（金曜日）  | 20:00 - 21:55   | エハラマサヒロ&長女                             |        |                        |

## 司会・進行
司会
- ダウンタウン（浜田雅功・松本人志、第1 - 5回）
- 東野幸治（第6回 - ）
- 千鳥・ノブ（第6回 - ）

進行
- 高島彩（当時フジテレビアナウンサー、第1 - 4回）
- 松村未央（フジテレビアナウンサー、第5回）

## 第1回
2006年7月11日放送。視聴率：16.9%
トリとしてダウンタウン松本が審査員長を務める母と漫才「『あ』研究家」（ダウンタウンの初期の代表的なネタ）を再現した。

### 出演

#### 審査員
- 松本人志母（審査員長）
- 森公美子
- 石川亜沙美
- 井上和香
- 小林麻央
- 杉本彩
- 高嶋ちさ子
- 眞鍋かをり
- MEGUMI

#### 出場者
コンビの一方が出演する場合、相方も応援で出演する。
- FUJIWARA・原西孝幸&母（コンビ名は「PARAPARA」）
- タカアンドトシ・タカ&母（コンビ名は「タカアンドマリ」）
- 品川庄司・品川祐&母・マダム路子（コンビ名は「品川品川」）
- ブラックマヨネーズ・吉田敬&母（コンビ名は「親子マヨネーズ」）
- レギュラー・西川晃啓&母（コンビ名は「準レギュラー」）
- インパルス・堤下敦&母（コンビ名は「テンパルス」）
- 東京ダイナマイト・松田大輔&母（コンビ名は「オフクロダイナマイト」）
- マイケル&母（コンビ名は「ママイケル」）
- オリエンタルラジオ・藤森慎吾&母（コンビ名は「ママレンタルラジオ」）

#### ナレーション
- 垂木勉
- 龍田直樹
- 菅沼久義

### 優勝者
- ブラックマヨネーズ・吉田敬&母

## 第2回
2007年7月10日放送。視聴率：13.5%

### 審査員
- 松本人志母（審査員長）
- 伊藤裕子
- 片瀬那奈
- 小池栄子
- 小林麻央
- 鈴木杏樹
- 滝沢沙織
- 田丸麻紀
- 戸田恵梨香
- 原沙知絵

### 出場者
（）内はコンビ名
- アンガールズ・田中卓志&母（母ガールズ）
- クワバタオハラ・小原正子&と母（オハラオハラ）
- 品川庄司・庄司智春&母（ダブルタンクトップ）
- スピードワゴン・井戸田潤&母（スピードマリー）
- ダイノジ・大地洋輔&母（二匹の虎）
- はなわ&母（はなわははわ）
- パッション屋良&母（パッションマッション）
- FUJIWARA・藤本敏史&母（カツアンドトシ）
- ペナルティ・ワッキー&母（ワキルティ）
- ロバート・山本博&母（オフクロバート）

### 優勝者
- ロバート・山本博&母

## 第3回
2008年9月2日放送。視聴率：12.6%

### 審査員
- 松本人志母（審査員長）
- 高橋英樹
- 加藤夏希
- 国仲涼子
- 黒谷友香
- 佐藤江梨子
- DAIGO
- 西山茉希
- 南明奈

※第3回から審査員に男性芸能人2名が加わった。

### 出場者
（）内はコンビ名
- アンガールズ・田中卓志&父（アンファーザーズ）
- 勝山梶・ムーディ勝山&母（ムーディ勝山家）
- サバンナ・八木真澄&母（八木ーズ）
- ザブングル・加藤歩&母（親子ブングル）
- スピードワゴン・井戸田潤&父（スピード親父）
- トータルテンボス・大村朋宏&父（トーチャンテンボス）
- バッドボーイズ・大溝清人&父（麦チョコ親子）
- フットボールアワー・後藤輝基&母（フットボールハハー）
- 山本高広&母（裕二&ママ）
- やるせなす・石井康太&母（まませなす）

### 優勝者
- ザブングル・加藤歩&母

## 第4回
2009年6月16日放送。視聴率：13.6%

### 審査員
- 高橋英樹（審査員長）
- 岸本加世子
- 上原美優
- 川村ゆきえ
- 滝沢沙織
- 西山茉希
- 安田美沙子

### 出場者
（）内はコンビ名
- エハラマサヒロ&母（ダブルチョッキ）
- 狩野英孝&母（狩野レボリューション）
- 小島よしお&母（コジマングース）
- しずる・村上純&母（かずる）
- ジョイマン・高木晋哉&母（ジョイママン）
- ナイツ・塙宣之&母（ママナイツ）
- NON STYLE・石田明&母（石田スタイル）
- 原口あきまさ&父（原口家）
- 髭男爵・ひぐち君&母（母男爵）
- フォーリンラブ・ハジメ&母（フォーリンママ）

### 優勝者
- ナイツ・塙宣之&母

## 第5回
- 2010年6月11日放送。視聴率：9.9%

### 審査員
- 高橋英樹（審査委員長）
- 岸本加世子
- 杉本彩
- 辻希美
- 八田亜矢子
- 前田敦子（当時:AKB48）
- 優木まおみ

### 出場者
（）内はコンビ名
- あべこうじ&母
- COWCOW・多田健二&母
- Wエンジン・チャンカワイ&母（Wカワイ）
- ナイツ・土屋伸之&母（他人じゃナイツ）
- ハライチ・澤部佑&母（ハハイチ）
- パンクブーブー・黒瀬純&母
- 響・長友光弘&父
- ものいい・吉田サラダ&母（ママいい）
- 野性爆弾・川島&母（母子爆弾）
- ライセンス・藤原一裕&母（ハハセンス）

### 優勝者
- 響・長友光弘&父

## 第6回
- 2020年2月29日放送。

### 審査員
- 千鳥・大悟（審査員長）
- 徳勝龍関
- 小島瑠璃子
- 千秋
- 夏菜

### 出場者
- 2丁拳銃・小堀裕之&次男
- やまもとまさみ&長男、次男
- ツインクル・ポリスじろう&長女
- ガリットチュウ・福島善成&長女
- ラフ・コントロール・重岡謙作&長男

### 優勝者
- やまもとまさみ&長男、次男

## 第7回
- 2021年3月5日放送。

### 審査員
- 千鳥・大悟（審査員長）
- 井上咲楽
- 尾上右近
- SHELLY
- 新庄剛志

### 出場者
- トータルテンボス・大村朋宏&長男
- エハラマサヒロ&長女（オチでは次女・三女も登場。）
- プラス・マイナス・岩橋良昌&妻
- 3時のヒロイン・福田麻貴&母
- 2丁拳銃・小堀裕之&次男
- 納言・薄幸&父
- オール阪神・巨人・オール巨人&2人の孫
- 天竺鼠・瀬下豊&長男
- タイムマシーン3号・関太&母
- 鬼越トマホーク・金ちゃん&父
- しずる・村上純&姉

### 優勝者
- エハラマサヒロ&長女

#### 東野幸治特別賞
- 2丁拳銃・小堀裕之&次男

## スタッフ

### 東野・千鳥のうちのパパはお笑い芸人 家族で漫才GP
第7回のスタッフ
- ナレーター:森久保祥太郎
- 構成:高須光聖、森泉たつひで、酒井義文、ビル坂恵、南野凌一朗、堀江B面
- TP:江藤秀一
- TM:高瀬義美
- SW:木俣希
- CAM:吉原喜久
- VE:石井利幸
- 音声:加瀬悦史
- 照明:穴田健二
- 音響効果:大平拓也
- 美術制作:棈木陽次
- デザイン:永井達也
- 美術進行:鈴木あみ
- 大道具:裏隠居徹、柏木優輝
- アクリル装飾:加藤徳格
- 電飾:桑島亮太
- 生花装飾:荒川直史
- ファイバーワーク:中川祐花
- LED:野崎裕康
- メイク:山田かつら
- TK:槇加奈子
- 【大阪中継】:
  - TD/SW:横山和明
  - CAM:井上佑介
  - VE:松岡泰助
  - 音声:赤澤和伸
  - 照明:徳永勤
- 美術協力:フジアール、関西テレビ放送
- EED:粟嶋隆昌
- CG:吉澤真純
- MA:片桐麻莉子
- 技術協力:ニユーテレス、fmt、4-Legs、IMAGICA Lab.
- 制作協力:吉本興業、スタッフラビ、グスク、BIG TAKE
- AD:山田翔太、石田飛佳、橋本一路、平井耕太
- ディレクター:宮川直樹、荒井勇輔、松本真樹、三宮浩嗣、菅原有太、川崎貴博
- チーフディレクター:西田賢
- 総合演出:城間康男
- プロデューサー:橋本英司、肥後篤人、緒方夏子
- 企画・チーフプロデューサー:蜜谷浩弥
- 制作:フジテレビ編成制作局制作センター第二制作室
- 制作著作:フジテレビ

### お笑い芸人親子で漫才王座決定戦スペシャル
第5回のスタッフ
- ナレーター:垂木勉
- 企画:狭間忠行（ジャパンPRODUCE）
- 構成:倉本美津留
- SW:小川利行
- CAM:宮崎健司（第1,2,5回）
- VE:谷古宇利勝
- 音声:本間祥吾
- 照明:中原淳一
- マルチビジョン:米田繁樹（第5回）
- PA:佐々木洋（第5回）
- 美術・セットデザイン:桐山三千代（第4回以降は美術Pと兼ねて）
- 美術進行:服部孝志
- 大道具:豊田哲夫（第4,5回）
- アクリル装飾:橋本順
- 特殊装置:坂之下啓輔（第5回）
- 視覚効果:井上宗太郎（第4回）
- 衣裳:宮澤愛（第4,5回）
- スタイリスト:高堂のりこ（松本人志担当）、北田あつ子（浜田雅功担当）
- メイク:興山洋子（浜田雅功担当）、山田かつら
- 持道具:佐藤毅（第5回）
- 生花装飾:荒川直史
- 植木装飾:広田明（第3回-）
- smoke:八坂遼太郎
- VTR編集:林奈緒（第2回 - ）、森本高生（第2回 - ）
- ペイント:吉澤真純
- MA:吉田肇
- CG:町田保、富井真（第4回 - ）
- 音響効果:川端智之（4-Legs）、星裕介（4-Legs、第4,5回）
- 編成:渋谷謙太郎（第5回）
- 広報:加藤麻衣子
- TK:槙加奈子
- デスク:済本明里（第5回）
- AP:長井誠（よしもとクリエイティブ・エージェンシー）、岡村恭子（THE WORKS、第2回-）、大越智江（THE WORKS、第2,3回）、佐藤一巳、児玉芳郎、田隝宗昭（第1-3回）、中村由紀（第1回はD、第4回以降はAP）
- 再現ロケディレクター:平山建司、西原信行（第1,2回）、鷹見睦（第4,5回）、吉野真一郎（第5回）、藤本大介（第5回）、出井文明（第5回）
- ディレクター:岡山武史、荷見基成、永田修一、松浦健太郎（第3-5回）
- 演出:城間康男
- プロデューサー:藤原寛・竹本夏絵（よしもとクリエイティブ・エージェンシー）、立石憲一郎（ジャパンPRODUCE）、安藤厚司（4-Legs）、金佐智絵（THE WORKS）
- チーフプロデューサー:小松純也（第1,2回は編成、第5回CP）、佐々木将（第4回までP、第5回CP）
- 制作:清水宏泰（第4回までCP、第5回制作）
- 観客動員協力:BEEPS
- 技術協力:ニユーテレス、FLT、IMAGICA
- スタッフ協力:4-Legs、グスク、THE WORKS
- 制作協力:吉本興業、ジャパンPRODUCE
- 制作:フジテレビバラエティ制作センター
- 制作著作:フジテレビ

#### 過去のスタッフ
- 編成:鈴木修太（第3,4回）
- 構成:下田雄大、福田誠（第2回-）、杉原亮一（第2回-）
- ディレクター:竹山耕太郎（第1-3回）、宮本哲也（第1-3回）、高野勝矢（第1-3回）、池田哲也（第1-3回）、西塚護（第1回）、岩津匡洋（第1回）、田川裕也（第1回）、佐藤謙治（第2回）、永野博子（第2回）
- 再現ロケディレクター:田中真之（第4回）、枝松治義（第4回）、小峯克俊（第4回）、前原淳史（第4回）
- キャスティングプロデューサー:森谷和津（第1回のみ）
- AP:宮本稔久（よしもとクリエイティブ・エージェンシー、第1回）、古川圭介（よしもとクリエイティブ・エージェンシー、第1回）、高山雄次郎（よしもとクリエイティブ・エージェンシー、第1,2回）、松本定子（THE WORKS、第1回）、中附智貴（THE WORKS、第4回）、菊岡郁枝（THE WORKS、第4回）
- CAM:小林光行（第3,4回）
- マルチビジョン:丸山明道（第1-4回）
- PA:溝口賢蔵（第1-4回）
- 美術:井上明裕（第1-3回）
- 大道具:松本達也（第1-3回）
- 特殊装置:長島哲哉（第4回）
- 衣裳:小濱祐見子（第1-3回）
- メイク:福田あや（第3回）
- 装飾：川合将吾（第3,4回）
- 持道具:土屋洋子（第1,2,4回）、市村真希（第3回）
- VTR編集:小笠原一登（第1回のみ）
- インフェルノ:永吉敬文（第2回）、笠原光久（第3回 - ）
- 音響効果:安原裕人（4-Legs、第1 - 3回）
- デスク:斉藤真理子（第1-4回）